# Kevin Hart (attore)
Kevin Darnell Hart (Filadelfia, 6 luglio 1979) è un attore e comico statunitense.
Tra i suoi film più celebri ci sono Poliziotto in prova in coppia con Ice Cube, Una spia e mezzo con Dwayne Johnson e Jumanji - Benvenuti nella giungla con Johnson, Jack Black e Karen Gillan.

## Biografia
Le sue prestazioni lo hanno portato a recitare in film come Paper Soldiers, Scary Movie 3 - Una risata vi seppellirà, ...e alla fine arriva Polly e Scary Movie 4. Nel 2010 col suo spettacolo Seriously Funny ha avuto un'ottima accoglienza, ottenendo spesso il tutto esaurito, successo replicato con il suo film-spettacolo Laugh at My Pain, che a sua volta ha avuto grandi incassi ed una critica molto favorevole.
Verso la fine del 2018 l'Academy of Motion Picture Arts and Sciences ha annunciato di averlo scelto per condurre la cerimonia di assegnazione degli Oscar del 24 febbraio 2019. L'annuncio, tuttavia, ha immediatamente provocato molte proteste da parte del web, in quanto l'attore, tra il 2009 e il 2011, aveva espresso su Twitter alcune posizioni ritenute omofobe. Dopo le proteste, Hart ha pubblicato dei video in cui si è scusato, ha rinnegato le precedenti posizioni ed ha precisato di essere cambiato. Il 7 dicembre 2018, dopo l'aumento delle polemiche, ha rinunciato alla conduzione.

## Vita privata
Nel 2000 si è fidanzato con l'attrice Torrei Hart e nel 2003 si sono sposati. Hanno avuto due figli: Heaven Lee (nata nel 2005) e Hendrix (nato nel 2007). I due hanno divorziato nel 2011. Nel 2014 si è fidanzato con Eniko Parrish che ha poi sposato nel 2016 e con la quale ha avuto due figli, uno nato nel 2017 ed un altro nato nel 2020.
Il 1º settembre 2019 l'attore viene coinvolto in un incidente stradale: la sua auto, guidata da un amico, si schianta contro il guard rail della Mulholland Highway.

## Filmografia

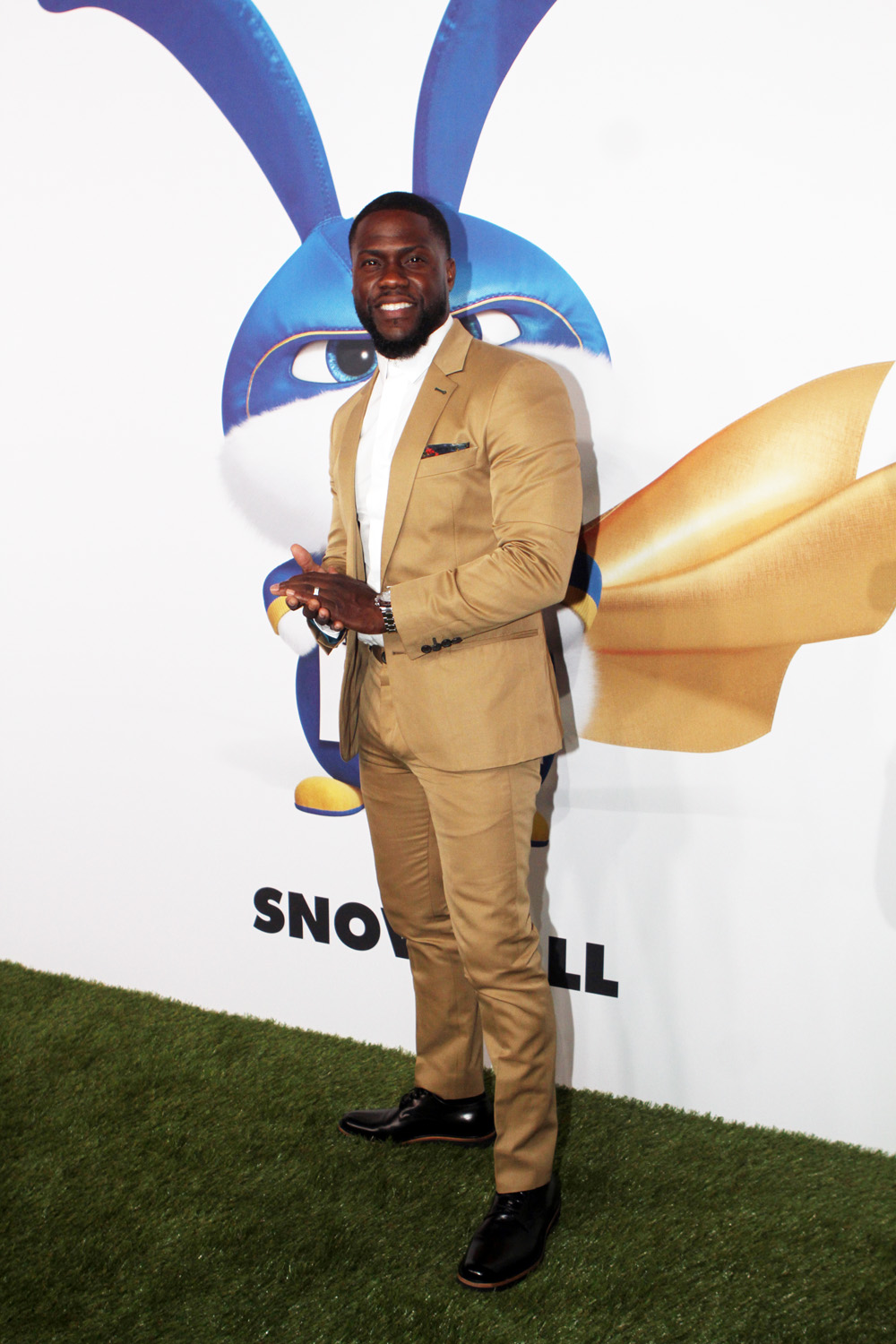
Kevin Hart alla presentazione di Pets 2 - Vita da animali (2019)

### Attore

#### Cinema
- Paper Soldiers, regia di David V. Daniel, Damon Dash (2002)
- Scary Movie 3 - Una risata vi seppellirà (Scary Movie 3), regia di David Zucker (2003)
- ...e alla fine arriva Polly (Along Came Polly), regia di John Hamburg (2004)
- Soul Plane - Pazzi in aeroplano (Soul Plane), regia di Jessy Terrero (2004)
- 40 anni vergine (The 40 Year-Old Virgin), regia di Judd Apatow (2005)
- In the Mix - In mezzo ai guai (In the Mix), regia di Ron Underwood (2005)
- Scary Movie 4, regia di David Zucker (2006)
- Epic Movie, regia di Jason Friedberg, Aaron Seltzer (2007)
- Tutti pazzi per l'oro (Fool's Gold), regia di Andy Tennant (2008)
- Drillbit Taylor - Bodyguard in saldo (Drillbit Taylor), regia di Steven Brill (2008)
- Superhero - Il più dotato fra i supereroi (Superhero Movie), regia di Craig Mazin (2008)
- Piacere Dave (Meet Dave), regia di Brian Robbins (2008)
- Il funerale è servito (Death at Funeral), regia di Neil LaBute (2010)
- Vi presento i nostri (Little Fockers), regia di Paul Weitz (2010) - cameo
- The Five-Year Engagement, regia di Nicholas Stoller (2012)
- Think Like a Man, regia di Tim Story (2012)
- Facciamola finita (This Is the End), regia di Evan Goldberg e Seth Rogen (2013)
- Il grande match (Grudge Match), regia di Peter Segal (2013)
- Poliziotto in prova (Ride Along), regia di Tim Story (2014)
- About Last Night, regia di Steve Pink (2014)
- La guerra dei sessi - Think Like a Man Too (Think Like a Man Too), regia di Tim Story (2014)
- Top Five, regia di Chris Rock (2014)
- Duri si diventa (Get Hard), regia di Etan Cohen (2015)
- The Wedding Ringer - Un testimone in affitto (The Wedding Ringer), regia di Jeremy Garelick (2015)
- Un poliziotto ancora in prova (Ride Along 2), regia di Tim Story (2016)
- Una spia e mezzo (Central Intelligence), regia di Rawson Marshall Thurber (2016)
- Sempre amici (The Upside), regia di Neil Burger (2017)
- Jumanji - Benvenuti nella giungla (Jumanji: Welcome to the Jungle), regia di Jake Kasdan (2017)
- La scuola serale (Night School), regia di Malcolm D. Lee (2018)
- Jumanji: The Next Level, regia di Jake Kasdan (2019)
- Fast & Furious - Hobbs & Shaw (Fast & Furious Presents: Hobbs & Shaw), regia di David Leitch (2019) - cameo
- Un padre (Fatherhood), regia Paul Weitz (2021)
- The Man from Toronto, regia di Patrick Hughes (2022)
- Me Time - Un weekend tutto per me (Me Time), regia di John Hamburg (2022)
- Die Hart, regia di Eric Appel (2023)
- Back on the Strip, regia di Chris Spencer (2023)
- Lift, regia di F. Gary Gray (2024)
- Borderlands, regia di Eli Roth (2024)

#### Televisione
- Undeclared – serie TV, episodi 1x08-1x09-1x14 (2002-2003)
- The Big House – serie TV, 6 episodi (2004)
- Barbershop – serie TV, episodi 1x06-1x07-1x09 (2005)
- Love, Inc. – serie TV, episodi 1x18-1x19 (2006)
- Kröd Mändoon and the Flaming Sword of Fire – serie TV, 6 episodi (2009)
- Modern Family – serie TV, episodi 3x07-3x21 (2011-2012)
- Kevin Hart's Guide to Black History, regia di Tom Stern - TV special (2019)
- True Story – miniserie TV, 7 episodi (2021)

### Doppiatore
- Pets - Vita da animali (The Secret Life of Pets), regia di Chris Renaud (2016)
- Capitan Mutanda - Il film (Captain Underpants: The First Epic Movie), regia di David Soren (2017)
- Pets 2 - Vita da animali (The Secret Life of Pets 2), regia di Chris Renaud (2019)
- DC League of Super-Pets, regia di Jared Stern e Sam Levine (2022)
- Secret Level - serie TV, episodio 1x15 (2024)

## Riconoscimenti
- MTV Movie Awards[9][10]
  - 2015 – Candidatura per Miglior performance comica per The Wedding Ringer – Un testimone in affitto
  - 2015 – Comedic Genius Award

## Doppiatori italiani
Nelle versioni in italiano delle opere in cui ha recitato, Kevin Hart è stato doppiato da:
- Nanni Baldini in Tutti pazzi per l'oro, Il grande match, Poliziotto in prova, About Last Night, Duri si diventa, The Wedding Ringer - Un testimone in affitto, Un poliziotto ancora in prova, Una spia e mezzo, Jumanji - Benvenuti nella giungla, La scuola serale, Jumanji: The Next Level, Kevin Hart's Guide to Black History, Un padre, True Story, The Man from Toronto, Me Time - Un weekend tutto per me, Die Hart, Lift, Borderlands
- Stefano Crescentini in Scary Movie 3 - Una risata vi seppellirà, Scary Movie 4, Superhero - Il più dotato fra i supereroi
- Edoardo Stoppacciaro in Piacere Dave, Il funerale è servito, Modern Family
- Marco Baroni in 40 anni vergine, Facciamola finita
- Gianluca Crisafi in The Five-Year Engagement, Top Five
- Fabrizio Manfredi in Think Like a Man, La guerra dei sessi - Think Like a Man Too
- David Chevalier in Soul Plane - Pazzi in aeroplano
- Alberto Caneva in Drillbit Taylor - Bodyguard in saldo
- Luigi Ferraro in Vi presento i nostri
- Luca Ghignone in Sempre amici
- Simone Crisari in Fast & Furious - Hobbs & Shaw

Da doppiatore è sostituito da:
- Francesco Mandelli in Pets - Vita da animali, Pets 2 - Vita da animali
- Simone Crisari in Capitan Mutanda - Il film
- Maccio Capatonda in DC League of Super-Pets
- Nanni Baldini in Secret Level